# Cremnosterna
Cremnosterna is een kevergeslacht uit de familie van de boktorren (Cerambycidae). De wetenschappelijke naam van het geslacht werd voor het eerst geldig gepubliceerd in 1920 door Aurivillius.

## Soorten
Cremnosterna omvat de volgende soorten:
- Cremnosterna alboplagiata Breuning, 1935
- Cremnosterna alternans Breuning, 1943
- Cremnosterna carissima (Pascoe, 1857)
- Cremnosterna laterialba Breuning, 1936
- Cremnosterna parvicollis (Gahan, 1894)
- Cremnosterna plagiata (White, 1858)
- Cremnosterna quadriplagiata Breuning, 1940